# ロンカーデ
ロンカーデ（伊: Roncade）は、イタリア共和国ヴェネト州トレヴィーゾ県にある、人口約15,000人の基礎自治体（コムーネ）。

## 地理

### 位置・広がり

#### 隣接コムーネ
隣接するコムーネは以下の通り。括弧内のVEはヴェネツィア県所属を示す。
- カザーレ・スル・シーレ
- メーオロ (VE)
- モナスティエール・ディ・トレヴィーゾ
- クアルト・ダルティーノ (VE)
- サン・ビアージョ・ディ・カッラルタ
- シレーア

### 気候分類・地震分類
気候分類では、zona E, 2371 GGに分類される。
また、イタリアの地震リスク階級 (it) では、zona 3 (sismicità bassa) に分類される。

## 行政

### 分離集落
ロンカーデには、以下の分離集落（フラツィオーネ）がある。
- Biancade, Ca' Tron, Musestre, San Cipriano, Vallio